# Heteromurus margaritarius
Heteromurus margaritarius är en urinsektsart som beskrevs av Wankel 1860. Heteromurus margaritarius ingår i släktet Heteromurus och familjen brokhoppstjärtar. Inga underarter finns listade i Catalogue of Life.